# پارالاخموندی
پارالاخموندی (به انگلیسی: Paralakhemundi) یک شهرک و شهرداری در هند است که در شهرستان گاجاپاتی واقع شده‌است. پارالاخموندی ۴۵٬۰۰۰ نفر جمعیت دارد و ۱۴۵ متر بالاتر از سطح دریا واقع شده‌است.